# Петровец (община)
Петровец (макед. Општина Петровец) — община в Северной Македонии. Расположена в центральной части страны. Население составляет 8 255 человека (2002 год).
Административный центр — село Петровец.
Площадь территории общины 201,93 км².
Этническая структура населения в общине по переписи населения 2002 года:
- македонцы — 4 246 чел. (51,4%);
- албанцы — 1 887 чел. (22,9%);
- боснийцы — 1 442 чел. (17,5%);
- сербы — 415 чел. (5,0%)